# سفرنامه دوم مظفرالدین‌شاه به فرنگ
سفرنامه دوم مظفرالدین‌شاه به فرنگ نام کتابی است که مظفرالدین‌شاه وقایع و شرح دومین سفر خود به اروپا را به صورت روزشمار نوشته‌است. این سفرنامه در سال ۱۳۲۰ هجری قمری توسط صنیع‌السلطنه در چاپخانه دربار چاپ شده‌است.

## موضوع
مظفرالدین‌شاه پس از رسیدن به سلطنت در ۴۵ سالگی، سه بار به کشورهای اروپایی سفر کرده بود. ظاهراً هدف این سفرها آشنایی با سران دولت‌های خارجی و نیز معالجه درد مفاصل و نقرس عنوان شده‌است. در سفر دوم که در فروردین ماه ۱۲۸۲ (برابر با ۱۳۲۰ قمری) آغاز و به مدت ۶ ماه طول کشیده، از اتریش، آلمان، بلژیک، فرانسه، ایتالیا و انگلستان بازدید کرد. طی این سفر خاطرات و مشاهدات خود را به صورت روزشمار نوشته‌است. پس از مراجعت صنیع‌السلطنه آن را در چاپخانه سلطنتی به صورت کتاب در ۱۰۰ نسخه منتشر کرد.

## مشخصات کتاب
کتاب در قطع نیم‌ورقی با جلد پارچه‌ای در ۱۵۶ صفحه تدوین شده‌است. ۲۲ صفحه آن شامل عکس‌هایی است که توسط میرزا ابراهیم‌خان عکاس‌باشی در طی سفر برداشته شده‌است. در صفحه دوم عکسی است از مظفرالدین‌شاه که در همان سال برداشته شده و صفحه سوم مقدمه کتاب است که توسط صنیع‌السلطنه نوشته شده‌است.
ساده‌نویسی متن و ضعف‌های نگارش و به کارگیری واژگان غیر فارسی که معمولاً در همه سفرنامه‌های شاهان قاجار وجود داشته در این سفرنامه نیز نمایان است.
این کتاب در سال ۱۳۸۷ با مقدمه و حواشی احمد خاتمی تجدید چاپ شده‌است.

## نمونه متن
شنبه، بیستم ربیع‌الثانی
صبح ساعت هشت از خواب برخاستیم نمازمان قضا شده بود نماز خواندیم قرآن خواندیم و آمدیم پائین. جناب اشرف اتابک اعظم آمدند رفتیم اتاق بیلیارد بازی می‌کردیم. دو تفنگ دولوله هم که بتوسط دکتر آدکاک از لندن خواسته بودیم آورده بودند یکی‌را به یکصد لیره خریدیم ده لیره هم فشنگش را خریدیم. خیلی تفنگ اعلای خوبی است. رفتیم کنار دریا چند تا لیموی ترش آوردند نشانه گذاشتیم اغلب را زدیم.